# Javier Morata Pedreño
Javier Morata Pedreño (Cartagena, 4 de marzo de 1895 - Madrid, 1966) fue un periodista, editor y político español que ostentó el cargo de gobernador civil de Madrid durante el segundo bienio de la Segunda República Española. 
Fundó Ediciones Morata en diciembre de 1920 desde la que publicó títulos de personalidades españolas del momento como Largo Caballero, Fernando de los Ríos, María Zambrano y Gregorio Marañón; y primeras traducciones al español de títulos como "Los reflejos condicionados" de Pavlov y "La vida sexual de los salvajes" de Malinowsky, entre otros muchos.
En diferentes publicaciones aparecen referencias a su tareas editoriales: Sinclair, Zambrano (en el prólogo de Jesús Moreno Sanz a la edición de 1996), Zugazagoitia (en el prólogo de Santos Juliá a la edición de 2001).